# Toupeira-da-água
A toupeira-de-água-dos-pirenéus (Galemys pyrenaicus) é um mamífero insectívoro da família Talpidae, ao qual pertence também a toupeira (Talpa occidentalis). Em Portugal é conhecida como toupeira-d'água, rato-papialvo, rato-de-bico-comprido e rato-almiscareiro.

## Descrição física
A toupeira-de-água (Galemys pyrenaicus) é um mamífero diferente e muito peculiar. Possui o corpo com forma cilíndrica, com tamanho entre os 115,0 e os 135,0 milímetros, uma cauda longa e um peso variável entre 50,0 e 76,0 gramas (Nores et al.,2002). A cor da pelagem é castanho-escura, com alguns reflexos brilhantes ao longo do dorso. O ventre pode possuir algumas manchas e tem uma tonalidade mais clara
(castanho ou cinza). Os olhos são pequenos e não possui pavilhão auricular (parte exterior da orelha). Possui os membros posteriores muito mais desenvolvidos que os membros anteriores, ligados através de membranas interdigitais, adaptação essencial para nadar (Nores et al., 2002).
Tal como a toupeira (Talpa occidentalis) o focinho tem a forma de uma tromba e é lá que estão situados os órgãos sensitivos: as vibrissas sensoriais e órgãos de Eimer, essências para formar uma imagem 3D no cérebro, para um melhor sucesso na captação de alimentos. 
A fórmula dentária da toupeira-de-água é: {\displaystyle {\tfrac {2.1.4.3}{2.1.4.3}}\times 2=40} (Nores et al.,2002).
É um ser diplóide, com 24 cromossomas (2n = 24).

## Distribuição geográfica
A toupeira-de-água na sua distribuição geográfica está restrita à Cordilheira dos Pirenéus (Andorra, França e Espanha), bem como na região do norte e centro de Espanha e norte de Portugal (Fernandes et al., 2008).
Em Portugal, distribui-se pelas bacias hidrográficas dos rios Minho, Âncora, Lima, Neiva, Cávado, Ave, Leça, Douro, Vouga, Mondego e Tejo (apenas na sub-bacia do rio Zêzere) (Cabral et al., 2005; Queiroz et al., 1998). Um programa de monitorização da espécie realizado pelo ICNB (actual ICNF) no nordeste de Portugal indica uma redução da área de ocupação (Quaresma, 1998; Cabral et al., 2005). De facto, estudo desenvolvido por investigadores do CIBIO-InBIO e recem publicado comprova uma redução acentuada e rápida da área de ocupação nas sub-bacías dos rios Sabor e Tua (Trás-os-Montes, Portugal) e o confinamento da espécie especialmente em troços de cabeçeira (Quaglietta et al., 2018).
Em Espanha, os cursos de água onde a espécie ocorre desaguam para três diferentes locais: o mar Mediterrâneo, o mar Cantábrico e o Oceano Atlântico, logo as populações são isoladas umas das outras (Fernandes et al., 2008).

## Habitat e ecologia
A toupeira-de-água utiliza os cursos de água de características lóticas, ou seja, um ambiente aquático cujas águas têm muito movimento e pouca profundidade (Nores et al., 2002). Prefere troços de cursos de água em que as margens propiciem adequadas condições de abrigo natural, pois não escava túneis. Está estritamente dependente do corredor aquático e ripícola, no qual realiza todas as suas actividades vitais (Cabral et al., 2005).
Ocasionalmente é encontrada em canais de água com movimento lento, como lagos e pântanos, exigindo também água limpa e oxigenada (Fernandes et al., 2008).
A sua presença depende da altitude, ocorrendo desde o nível médio do mar, a norte de Portugal, Galiza e Astúrias até aos 2500 metros de altitude nos Pirenéus.
Alimenta-se de invertebrados bentónicos, como as moscas-de-água (94% de frequência média nas fezes) (Queiroz, 1999; Palomo e Gisbert, 2002; Cabral et al.,2005).

### Reprodução
A época de reprodução inicia-se em Janeiro terminando em Maio e os nascimentos ocorrem de Março até Julho. As ninhadas variam de 1 a 5 indivíduos. As fêmeas têm cio pós-parto e, deste modo podem ter várias ninhadas por ano, uma vez que a frequência de fêmeas grávidas mostra três picos em cada época reprodutiva: Fevereiro, Março e Maio (Nores et al., 2002).
Provavelmente só se reproduzem depois de completar um 1 de idade (Nores et al., 2002).

### Predação
A toupeira-de-água serve de presa a vários animais como por exemplo a lontra eurasiática, Lutra lutra. Ocasionalmente, é caçada por aves que se alimentam de peixes como a garça-real-europeia Ardea cinerea, a cegonha-branca Ciconia ciconia e o savaco Nycticorax nycticorax. Também pode ser predado pelo bútio (Buteo buteo), o aluco (Strix aluco), a coruja-das-torres (Tyto alba) e o gato doméstico (Felis catus) (Nores et al., 2002).
Ainda não existem estudos concretos, porém pensa-se que a introdução do vison-americano (Neovison vison) no continente europeu exerceu actividade predatória sobre a toupeira-de-água provocando o declínio das populações.

## Parasitas
São conhecidos alguns parasitas exclusivos, como o ácaro Eadiea desmanae ou o trematode Omphalometra flexuosa var. peyrei (Nores et al., 2002).

## Factores de Ameaça

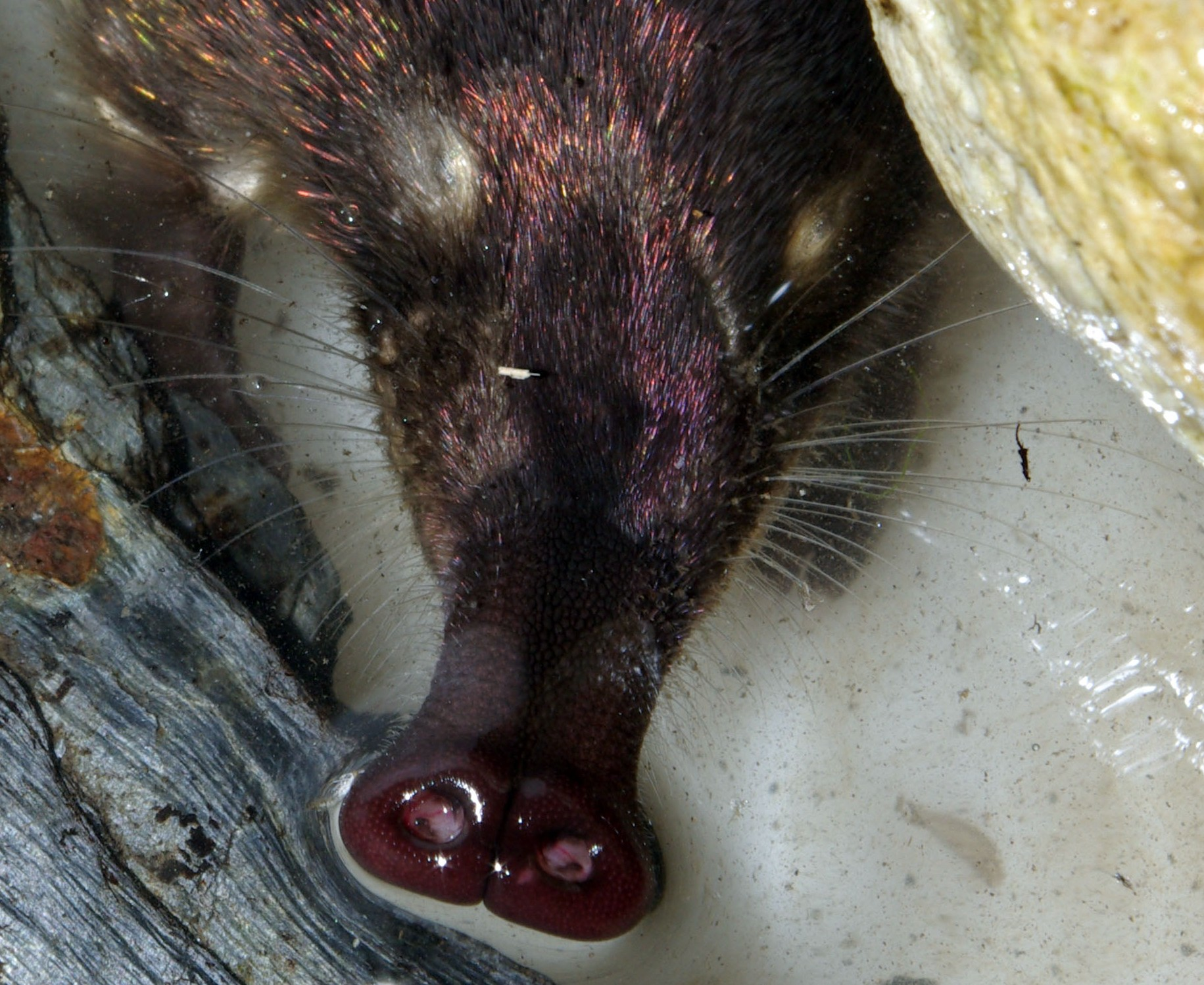
Galemys pyrenaicus encontrado próximo ao rio Santa Eulalia.

A toupeira-de-água é fortemente ameaçada pela degradação do seu habitat, nomeadamente por acções directas ou indirectas que modificam os cursos e a qualidade da água, como a construção de barragens (perda de grandes áreas de habitat da espécie a montante), a poluição da água, desvio de cursos de água e destruição da vegetação natural das margens dos rios (ICNB, 2014). Como consequência da destruição do seu habitat, também é reduzida a disponibilidade de alimento (fundamentalmente os macroinvertebrados aquáticos bentónicos) e de abrigos (ICNB, 2014).
Directamente, a espécie é ameaçada pela prática da pesca com redes (legal ou ilegal), a utilização ilegal de venenos e explosivos como métodos de pesca e a introdução e expansão das espécies lenhosas exóticas invasoras, nomeadamente acácias (Acacia spp.) e árvore-do-céu (Ailanthus altissima) (ICNB, 2014).
Os desportos de natureza associados aos cursos de água, como a canoagem, rafting e canyoning, podem exercer impactos negativos sobre os cursos de água,podendo provocar perturbações nas populações de Galemys pyrenaicus quando não estão devidamente ordenados (ICNB, 2014).

## Conservação
A toupeira-de-água está classificada como uma espécie Vulnerável (VU) segundo o IUCN, devido ao declínio acentuado na sua distribuição geográfica e também devido às várias ameaças que a toupeira-de-água está sujeita (Fernandes et al., 2008).
Foi elaborado pelo ICNF um Plano de Acção para a conservação da Toupeirade-água o qual visa implementar um plano de monitorização da espécie no norte de Portugal de forma a minimizar a perda de habitats e de populações (ICNB, 2014).
É necessário condicionar a construção de novas barragens de grande e média dimensão, pois estas infraestruturas têm impactos negativos muito significativos sobre a toupeira-de-água, e também reabilitar ecologicamente barragens e açudes já existentes.
Manter ou melhorar a qualidade da água e restringir o uso de agro-químico também é uma importante medida para a conservação não só desta espécie como de todas que partilham o habitat (ICNB, 2014).
Localmente, é necessário promover a recolha de resíduos sólidos das zonas ribeirinhas e respectivas encostas, interditar a extracção de inertes e controlar introduções furtivas de espécies animais exóticas.
Por último, é necessário promover estudos sobre a espécie para uma melhor compreensão da espécie e dos seus hábitos (ICNB, 2014).